# Harald Hirschsprung
Harald Hirschsprung (14. prosinca 1830. – 11. travnja 1916.) bio je danski liječnik koji je prvi 1886.g. opisao Hirschsprungovu bolest.
Hirschsprung je rođen u Kopenhagenu, odlučio je postat liječnik iako mu je otac bio vlasnik tvornice duhana. Bavio se liječenjem rijetkih bolesti probavnog sustava. Postao je prvi danski pedijatar 1870.g., a profesor pedijatrije je postao 1891.g. 

## Vanjske poveznice
- Whonamedit.com: Harald Hirschprung (engl.)